# Talerschwingen
Le talerschwingen ou ronde de l’écu est un instrument de musique suisse à percussion. Typique d'Appenzell et de la région du Toggenburg, son nom vient de « Taler », qui était une ancienne pièce de monnaie (écu, en allemand) et « schwingen » qui signifie agiter, osciller, en allemand.

## Facture
Il est constitué de trois ustensiles culinaires (jattes à lait de tailles différentes) détournés de leur fonction. Le dernier à les façonner est un potier st-gallois.

## Jeu
Le talerschwingen consiste à faire tourner une pièce de monnaie (cinq francs suisse) dans une jatte à lait en faïence qu'on fait aussi pivoter lentement. Le son produit rappelle le son des cloches des vaches de l'alpage. Il est utilisé pour accompagner le yodel naturel.